# Heliox
Heliox er en gasblanding der består af helium og oxygen. Denne gasblandning bruges i forbindelse med dykning til store dybder, for at undgå trykfaldssyge.
| Kemi | Spire Denne artikel om kemi er en spire som bør udbygges. Du er velkommen til at hjælpe Wikipedia ved at udvide den. |